# عمرو الدباغ
عمرو الدباغ هو رجل أعمال سعودي وكاتب من مدينة جدة.

## مجموعة الدباغ
يعمل لدى المجموعة والشركات التابعة لها ما يزيد عن 15 الف موظف وموظفة يمثلون 53 جنسية من مختلف انحاء العالم. وتغطي عمليات شركات المجموعة 60 دولة في قطاعات عديدة تشمل: الصناعات الغذائية وخدمات السيارات والوقود والإسكان والتغليف بالإضافة إلى حاضنة للشركات الناشئة.

## المسيرة المهنية والعضويات
الدباغ هو أيضاً عضو في المنتدى الاقتصادي العالمي بدافوس، وعضو مجلس المحافظين في كلية لندن للأعمال، وعضو منظمة رؤساء الأعمال التنفيذيين الأمريكية (YPO) ورئيسها السابق في المملكة العربية السعودية والبحرين، وهو أيضا عضو في مجلس أمناء زمالة "إيزنهاور”ومقرّها مدينة فيلادلفيا، علاوة على كونه عضواً في مجلس القيادة الدولية في "كليفلاند كلينك"، وزميل في الاتحاد العالمي للمجالس التنافسية (GFCC). وعضو المجلس الاستشاري الإقليمي للشرق الأوسط في جامة كولومبيا. وكما يشغل أيضاً منصب رئيس مجلس إدارة شركة بترومين وشركة البحر الأحمر لخدمات اللاسكان، والرئيس المؤسس لمنتدى Philanthropreneurship ومنتدى Omnipreneurship. ويشغل أيضاً مناصب رئيس أو نائب رئيس أو عضو في مجالس إدارة العديد من المنشآت الدولية والإقليمية المختلفة.
في 23 مارس 2004م صدر أمر خادم الحرمين الشريفين الملك فهد بن عبد العزيز بتعيين عمرو الدباغ محافظاً للهيئة العامة للاستثمار في المملكة العربية السعودية بمرتبة وزير، في عهد خادم الحرمين الشريفين الملك عبد الله بن عبد العزيز تم تكليفه بدورة ثانية عام 2008م.
ترأس أيضا هيئة المدن الاقتصادية السعودية الجهة المشرفة على المدن الاقتصادية، كما تم إطلاق مدينة الملك عبد الله الاقتصادية كمبادرة من الهيئة العامة للاستثمار خلال فترة ترأسه. كما ترأس سابقا اللجنة الوزارية للمملكة العربية السعودية مع روسيا، واللجنة السعودية السويسرية، والسعودية اليونانية، والسعودية الأوكرانية، والسعودية الكازاخستانية والسعودية السنغالية. وكان قبل ذلك قد أُعيد تعيينه في عام 2001م عضواً في مجلس منطقة مكة المكرمة لدورة ثانية مدتها 4 سنوات. وفي عام 2001م أيضاً أُعيد انتخابه لعضوية مجلس إدارة الغرفة التجارية الصناعية بجدة لدورة ثانية مدتها 4 سنوات. وشغل أيضا منصب رئيس مجلس جدة للتسويق وعضو الهيئة الاستشارية للمجلس الاقتصادي الأعلى في المملكة العربية السعودية.
وهوعضو سابق في المجلس الاستشاري للمؤسسة الإسلامية لتنمية القطاع الخاص، عضو سابق بمجلس إدارة مؤسسة الملك عبد الله العالمية للاعمال الإنسانية وعضو سابق في مجلس الامناء لمؤسسه الملك عبد الله بن عبد العزيز للإسكان التنموي. وهو الرئيس المؤسس سابقا لمنتدى جدة الاقتصادي، ومنتدى التنافسية الدولي.
وهو أيضاً عضو سابق في معهد هارفارد للسياسات الاجتماعية والاقتصادية في الشرق الأوسط بكلية جون كنيدي للشؤون الحكومية بجامعة هارفارد، كما كان عضو بمنتدى صاحب السمو الملكي أمير ويلز لقادة الأعمال في المملكة المتحدة، والقنصل الفخري السابق لكزاخستان، وعضو سابق في مجلس إدارة شركة صافولا.

### الأوسمة وشهادات التقدير
في يناير 1995م أُختير من قبل المجلس التنفيذي الاقتصادي العالمي ومجلس رئاسة تحرير مجلة «ورد لينك» كأحد الشخصيات القيادية التي ستبرز في المستقبل من بين 1000 مرشح من رجال الأعمال والمال من مختلف أنحاء العالم.
حاصل على اعلى وسام في جمهورية باكستان «سيتارا ي امتياز» في أغسطس 2008م.
حاصل على لقب رجل العام من قبل مجلة «ارابيان بزنس» عام 2006 م.
لدى عمرو الدباغ إيمانٌ راسخ بأهمية دور الشركات في المسؤولية الاجتماعية، واهتمام كبير بالترويج للعمل الاجتماعي كأساس لنجاح العمل التجاري بصفته رئيس مجلس الإدارة المؤسس لمؤسسة "ستارز الخيرية" المسجلة في المملكة المتحدة والتي تهدف إلى مساعدة الأطفال المحتاجين في مختلف أنحاء العالم، وهو مفوض في اللجنة العالمية لرجال الأعمال والتنمية المستدامة (BSCD)، وأيضا زميل خاص للتأثير الاجتماعي في معهد إدارة الأعمال والتأثير الاجتماعي في كلية هاس لإدارة الأعمال- بيركلي في كاليفورنيا.
أطلق عمرو الدباغ مبادرة خاصة بالتعليم، وهي إنشاء «جامعة العمل الخيري» بدأت هذه الجامعة منذ الأول من أيلول عام 2015م بتقديم دورات تدريبية مجانية عبر شبكة الإنترنت (MOOC) للقادة العاملين في المجالات غير الربحية والعاملين في الأعمال الخيرية في العالم العربي ومن مختلف أنحاء العالم.
لاقت «جامعة العمل الخيري» إقبالاً منقطع النظير إذ بلغ عدد المسجلّين خلال الشهر الأول لإطلاقها (400,000) شخص يمثلون أكثر من 190 دولة، كما حظيت بتغطية إخبارية واسعة من صحيفة الــ «نيويورك تيامز» وجهات مختلفة مهتمة بالأعمال الخيرية.
تسعى”جامعة العمل الخيري" إلى تحقيق هدف طموح وهوتدريب وتأهيل آلاف من قادة المنظمات غير الربحية بأمثل الطرق للتاثير الإيجابي في حياة مئة مليون شخص حول العالم بحلول 2020م.
- Omnipreneaurship ، يناقش الكتاب فكرة الريادة الشاملة باستخدام ثلالثة مبادئ وخمسة ضوابط ثقافية وعشر قواعد ذهبية. صدر عام 2016[8]
- Governpreneurship : يناقش الكتاب الدور الذي يمكن أن يلعبه القطاع الخاص في جعل المؤسسات العامة أكثر فاعلية؛ عبر الممارسات الريادية التي ينتهجها، والمبادئ الخاصة التي يطبّقها، والابتكارات الجديدة التي يركّز عليها.[9] صدر في العام 2013